# Coppa Italia di calcio da tavolo 2009
La terza coppa italia primavera di calcio da tavolo venne organizzato dalla F.I.S.C.T. a Baronissi nel 2009.

## Risultati

### Semifinali
- Napoli Fighters - Cosenza 2 - 1
- Pierce 14 - Napoli 2000 3 - 0

### Finale
| Pierce '14   | Napoli F.     | 1 | 2 |
| ------------ | ------------- | - | - |
| Zambello L.  | Feo A.        | 6 | 1 |
| Colangelo L. | Battista L.   | 0 | 5 |
| Zambello P.  | Ciccarelli M. | 1 | 3 |

## Formazione della Squadra Coppa Italia
| Feo Antonio       |
| Battista Luca     |
| Ciccarelli Matteo |
| Fryar Max         |
| ----------------- |